# Erythroneura palimpsesta
Erythroneura palimpsesta är en insektsart som beskrevs av Mcatee 1924. Erythroneura palimpsesta ingår i släktet Erythroneura och familjen dvärgstritar. Inga underarter finns listade i Catalogue of Life.